# ۱۷۶۲ (میلادی)
۱۷۶۲ (میلادی) هزار و هفتصد و شصت و دومین سال تقویم میلادی است.

## زادگان
- ۳۰ اکتبر – آندره شنیه، شاعر فرانسوی (د. ۱۷۹۴)
- ۱۹ مه – یوهان گوتلیب فیشته، فیلسوف آلمانی (د. ۱۸۱۴)

## درگذشتگان
- ۲۰ فوریه – توبیاس مایر، ستاره‌شناس و ریاضی‌دان آلمانی (ز. ۱۷۲۳)
- ۲۶ مه – الکساندر گوتلیب باومگارتن، فیلسوف آلمانی (ز. ۱۷۱۴)
- ۲۰ اوت – شاه ولی‌الله دهلوی، مترجم هندی (ز. ۱۷۰۳)